# Чарльз Гамильтон, 5-й граф Аберкорн
Чарльз Гамильтон, 5-й граф Аберкорн (англ. Charles Hamilton, 5th Earl of Abercorn; ? — июнь 1701, Страбан) — ирландский аристократ и наследственный пэр.

## Титулатура
- 5-й граф Аберкорн (c августа 1691)
- 5-й лорд Пейсли, Ренфрушир (с августа 1691)
- 5-й лорд Аберкорн, Линлитгоушир (с августа 1691)
- 5-й лорд Пейсли, Гамильтон, Маунткашел и Киркпатрик (с августа 1691).
- 6-й лорд Гамильтон, барон Страбан, графство Тирон (с 24 мая 1692)

## Рождение и происхождение
Чарльз родился между 1659 и 1668 годами, вероятно, в Кенур-хаусе в Раше близ Дублина. Второй сын Джорджа Гамильтона, 4-го лорда Гамильтона из Страбана (1636/1637 — 1668) и его жены Элизабет Фейган. Его отец был 4-м бароном Гамильтоном из Страбана, крупным землевладельцем в графстве Тирон. Гамильтоны из Страбана были боковой линией графов Аберкорн шотландского происхождения. Мать Чарльза была богатой наследницей, единственным ребёнком Кристофера Фейгана из Фелтрима, графство Дублин.
Его родители оба были католиками, но позже он примкнул к общепринятой религии. Обычным местом жительства семьи был Кенур-хаус в Раше, близ Дублина, где, вероятно, родились он и его братья и сестры и где умер его отец.

## Преемственность титулов
Джордж Гамильтон, отец Чарльза, скончался 14 апреля 1668 года в Кенуре-хаусе, а его старший брат Клод Гамильтон стал 5-м бароном Гамильтоном из Страбана. Чарльз стал предполагаемым наследником, так как его брат был холост. Примерно в 1680 году Клод также стал 4-м графом Аберкорном после смерти своего троюродного брата Джорджа Гамильтона в далекой Падуе, Италия. Это делало его предполагаемым наследником.
Однако в августе 1691 года, когда Чарльзу было около 26 лет, Клод Гамильтон был убит в морском бою, когда голландский капер напал на корабль, который должен был доставить его из Лимерика во Францию. Его старший брат был якобитом и был осужден в Ирландии 11 мая 1691 года. Чарльз немедленно сменил его на посту 5-го графа Аберкорна, поскольку шотландские титулы семьи не были конфискованы, но не могли стать бароном Гамильтоном из Страбана, поскольку титул был утрачен.
Лорд Аберкорн, каким он был теперь, поддерживал принца Вильгельма Оранского и был протестантом, возможно, из-за своей женитьбы. 24 мая 1692 года он добился конфискации титула своего брата и также стал новым бароном Гамильтоном из Страбана, став 6-м обладателем этого титула. В этом качестве он занял свое место в Ирландской Палате лордов 31 августа 1695 года.

## Брак и дети
Чарльз Гамильтон женился на своей троюродной сестре Кэтрин Лентхолл (урожденной Гамильтон) (ок. 1653 — 24 мая 1723), вероятно, около 1690 года. Она была дочерью Джеймса Гамильтона, лорда Пейсли (? — до 1670), и вдовой Уильяма Лентхолла из Берфорда (1659—1686), внука спикера Уильяма Лентхолла (1591—1662).
У Карла и Кэтрин была одна дочь:
- Элизабет, умерла молодой и была похоронена в церкви Святого Мичана, Дублин, 22 февраля 1699 года

В 1697 году он подписал Ассоциацию-клятву верности королю, которая была введена в ответ на якобитский заговор убийства в 1696 году.
3 апреля 1697 года Джон Прайор был найден убитым в саду приората Берфорда. Он был стюардом Уильяма Лентхолла, первого мужа жены Аберкорна. Аберкорн был обвинен в убийстве и поставлен в цель, но в конце концов был оправдан.

## Смерть и преемственность
Чарльз Гамильтон скончался бездетным в Страбане в июне 1701 года. Его единственный ребёнок, Элизабет, умерла в 1699 году. Его вдова Кэтрин умерла 24 мая 1723 года в Пэлл-Мэлл, Лондон, и была похоронена в Ричмондском склепе часовни Генриха VII в Вестминстерском аббатстве.
С его смертью старшая линия Аберкорнов и Страбанов прервалась. Что касается титула графа Аберкорн, то наследование перешло к следующей боковой ветви, происходящей от пяти сыновей 1-го графа Аберкорна, как это уже произошло примерно в 1650 году, когда Джордж Гамильтон, 3-й граф Аберкорн, умер холостым в Падуе. Поскольку у третьего сына 1-го графа, Уильяма Гамильтона, 1-го баронета Гамильтона из Уэстпорта, не было детей, наследство перешло к потомкам четвёртого сына, сэра Джорджа Гамильтона, 1-го баронета Гамильтона из Доналонга. Таким образом, Чарльзу Гамильтону, 5-му графу Аберкорн, наследовал его кузен, Джеймс Гамильтон, 2-й баронет Гамильтон из Доналонга (ок. 1661—1734), сын полковника Джеймса Гамильтона (? — 1673) и внук сэра Джорджа Гамильтона, 1-го баронета Гамильтона из Доналонга (ок. 1608—1679).
Что касается баронов Гамильтона из Страбана, то Чарльз Гамильтон, был 6-м бароном и последним наследником Клода Гамильтона, 2-го барона Гамильтона из Страбана, которому титул был возвращен после того, как Джеймс Гамильтон, 2-й граф Аберкорн, отказался от него в 1633 году. В 1701 году Джеймс Гамильтон стал 6-м графом Аберкорном и 7-м бароном Гамильтоном из Страбана, объединив эти два титула в одних руках.